# Пужан, Шарль де
Шарль де Пужа́н (фр. Charles de Pougens), полное имя Мари-Шарль-Жозеф де Пужан (Marie-Charles-Joseph de Pougens; 15 августа 1755, Париж — 19 декабря 1833, Вобюэн) — французский писатель, лексикограф, переводчик и книгопечатник, член парижского института (с 1799) и 37-ми французских и иностранных академий, включая российскую.
По названию его труда «Archéologie française», ошибочно был назван авторами ЭСБЕ археологом; однако полное название этого лингвистического сочинения — «Французская археология, или Краткий словарь полузабытых устаревших слов и пригодных к возвращению в современный язык» (Archéologie française, ou Vocabulaire de mots anciens tombés en désuétude, et propres à être restitués au langage moderne).

## Биография и деятельность
Он был побочным сыном принца Конти. Около 4-х лет учился живописи в Риме. Полуослеп в возрасте 24 лет. В 1786 году был послан в Англию для заключения торгового договора. Вследствие революции Пужан лишился своей пенсии в 10 тысяч ливров и вынужден был стать переводчиком, книготорговцем и позже типографщиком. 
Пужан был хорошо знаком со многими философами XVIII века и вполне разделял их взгляды; Сильвен Марешаль посвятил ему даже статью в своём «Словаре атеистов» (Dictionnaire des Athées anciens et modernes, 1800).
Пужан состоял в переписке со многими европейскими монархами, а также с императрицей Марией Фёдоровной и великим князем Константином.

## Издания
Главные его сочинения:
- «Récréations de philosophie et de morale» (1786),
- «Essais sur les antiquités du Nord et les anciennes langues septentrionales» (1799),
- «Trésor des origines et dictionnaire grammatical raisonné de la langue française» (1819) — выдержки из труда, которому автор посвятил всю свою жизнь и все-таки оставил неоконченным;
- «Lettres philosophiques à M-me ***» (1825) — в этих письмах много ценных рассказов о Вольтере, Ж.-Ж. Руссо, Д’Аламбере, Франклине и др.
- «Воспоминания» (Mémoires et souvenirs; 1834).